# Bernd Pohlenz
Bernd Pohlenz (* 8. August 1956 in Lahr/Schwarzwald) ist ein deutscher Zeichner, Cartoon-Künstler und Autor.

## Biografie
Nachdem er 1980 ein Studium der Germanistik und Kunstgeschichte zugunsten seiner künstlerischen Arbeit abgebrochen hatte, arbeitete Bernd Pohlenz als Grafik-Künstler für viele Zeitungen und Magazine. Bekannt wurde er zunächst als Zeichner für das Tip-Magazin (Berlin), die Hannoversche Allgemeine Zeitung, für den Tagesspiegel (Berlin) sowie als Mitarbeiter der legendären Zeitschrift TransAtlantik. Auch Die Zeit und das Zeitmagazin zeigten seine Arbeiten. Nach der Buchveröffentlichung Pohlenz' Körpersprache im Schweizer Diogenes Verlag (1987) und einer Einzelausstellung im Wilhelm-Busch-Museum Hannover fertigte er vorwiegend Auftragsarbeiten für die Industrie und verschiedene Institutionen.
Von 1987 bis 1990 veröffentlichte er seine Zeichnungen als West-Berliner Künstler auch grenzübergreifend im DDR-Magazin Eulenspiegel. 1988 erhielt er einen "Hollywood Key Award" für ein Filmplakat (Plakat der Retrospektive der Berliner Filmfestspiele 1988) und wurde ein Jahr später als Juror des internationalen Festivals für leichte Fernsehunterhaltung "Die Goldene Rose von Montreux" (Rose d’Or) berufen.
Anfang der 1990er-Jahre kam Pohlenz entgegen, dass die Zeitungen durch neue Drucktechniken alle Seiten in sehr hoher Qualität farbig gestalten konnten und dies auch besonders zeigen wollten. So konnte er in vielen Publikationen Hunderte von großen Farb-Cartoons und Illustrationen veröffentlichen, oft in Seitenbreite oder als Beilagentitel bis hin zur Doppelseite. Erprobt hatte er diese farbigen Darstellungsmöglichkeiten zuvor in Magazinen wie Tip, Wiener oder dem Schweizer Nebelspalter, um sie dann in Tageszeitungen einzusetzen.
Pohlenz hat von 2003 bis 2011 nebenberuflich als Dozent an der BTK (Berliner Technische Kunsthochschule) gearbeitet. Von 2005 bis 2010 war er täglicher Zeichner für die Handelsblatt-Redaktion und arbeitete 2010/2011 im Auftrag von Random House Deutschland als Ghostwriter für eine Michael-Jackson-Biographie.
Seit 2008 hat Pohlenz in Kooperation mit Günter M. Ziegler mehrfach wissenschaftsnahe künstlerische Beiträge zu Projekten für die Technische Universität Berlin und die Freie Universität Berlin sowie für die Deutsche Mathematiker-Vereinigung (DMV) erarbeitet. 2018/2019 übernahm er einen Auftrag für belletristische Texte und Illustrationen vom Marktführer im deutschen Bestattungswesen, der Ahorn Grieneisen AG. Von 2020 bis 2024 war er ferner als Ghostwriter für den Hersteller von Sportartikeln Puma sowie für den Diogenes Verlag tätig.
Entgegen einem allgemeinen Trend zur digitalen und KI-basierten Bilderstellung bevorzugt Pohlenz ganz überwiegend das klassische künstlerische Handwerk mit archetypischen Werkzeugen, Malmitteln und Bildgründen, sodass seine Originale dinghafte Unikate sind. Viele seiner Arbeiten werden von Museen, von künstlerisch oder zeitgeschichtlich orientierten Institutionen, von Unternehmen und privaten Sammlerinnen und Sammlern angekauft.
Bernd Pohlenz ist Mitbegründer und künstlerischer Leiter des 2007 als Start-up entwickelten, weltgrößten Social Networks für die Cartoon-Kunst toonpool.com, in dem knapp 3.500 Künstlerinnen und Künstler aus 130 Ländern ihre Arbeiten ausstellen und auch vertreiben. Im Rahmen dieser Tätigkeit hat er eine Ausstellungstour zum Thema "Migration und Integration in Europa" konzipiert, die er 2012 zusammen mit dem damaligen Staatspräsidenten der Türkei Abdullah Gül in Ankara eröffnete, bevor sie u. a. auch in Istanbul, Izmir, Berlin, Pristina, Skopje und London präsentiert wurde. Dazu leitete er Workshops mit Studentinnen und Studenten bei Microsoft in Ankara, an der dortigen Hacettepe-Universität sowie an der Universität Gaziantep.

## Werkbeispiele
Er entwarf u. a.1998 im Auftrag der Deutschen Bundesbank 120 Cartoons als Dauerexponate für das Deutsche Geldmuseum (Frankfurt am Main), arbeitete für Vorwerk (Wuppertal), die Deutsche Bahn (Berlin), das Institut für Auslandsbeziehungen (Stuttgart) oder für die Stiftung Deutsche Kinemathek (Berlin). Neben inhaltlichen Arbeiten für das ZDF (Mainz) und die Musikvideoproduktion DoRo (Dolezal/Rossacher, Wien) konzentrierte er sich für ein paar Jahre auf die tagespolitische Karikatur, die er beendete, als der damalige Bundeskanzler Gerhard Schröder 2003 eine Originalzeichnung von ihm kaufte.

## Preise/Auszeichnungen
- 1988 „Hollywood Key Art Award“ für ein Filmplakat (Plakat der Retrospektive der Berliner Filmfestspiele 1988)
- 1997 Prämierung beim „Deutschen Preis für die politische Karikatur“, Stuttgart
- 2006 Sonderpreis beim Stuttgart Award 2006 Faszination Fußball

## Buchveröffentlichungen (Auswahl)
- Bernd Pohlenz, Körpersprache, Diogenes Verlag, Zürich 1987, ISBN 3-257-02020-1
- Bernd Pohlenz, Ess-Kapaden, Rowohlt, Reinbek bei Hamburg 1995, ISBN 3 499 13621 X
- Bernd Pohlenz, Männer unter Frauen, Argon, Berlin 1996, ISBN 3-87024-720-7
- Bernd Pohlenz, Die Dinge des Lebens, Edition Braus im Aufbau Verlag, Berlin 2019, ISBN 978-3-86228-199-2
- Bernd Pohlenz, Fußball/Football/Soccer (mit Peter Feierabend), teNeues Verlag, Augsburg 2024, ISBN 978-3-96171-557-2, ISBN 978-3-96171-556-5 (British), ISBN 978-3-96171-545-9 (USA)
- Jörg Fauser, Kant, Heyne Verlag München 1987 (Cover und Illustrationen)
- Max Goldt: Ungeduscht, geduzt und ausgebuht, a-verbal Verlag, Berlin 1991 (Illustration), ISBN 3-88999-006-1
- Wolf Donner, Propaganda und Film im "Dritten Reich", Tip Verlag, Berlin 1995 (Illustrationen), ISBN 3-931668-41-X
- Michael Winteroll, LeseReise, Argon Verlag, Deutsche Bahn AG, Berlin, und Stiftung Lesen, Mainz, 1997 (Cover und 50 Illustrationen), ISBN 3-87024-450-X
- Finger/Novarra/Oswald, Tagebuch eines Egomanen, Gustav Kiepenheuer Verlag, Berlin 2005 (32 Illustrationen), ISBN 3-378-00666-8